# Stef Wijlaars
Stef Wijlaars (Mierlo, 19 januari 1988) is een Nederlands voormalig voetballer die als middenvelder speelde.
Hij speelde in de jeugdopleidingen van Mifano en PSV. Van 2007 tot 2010 speelde hij voor FC Den Bosch. Wijlaars maakte zijn debuut in het betaalde voetbal op 4 april 2008 tegen RBC Roosendaal. Daarna speelde hij tot september 2013 voor FK Senica in Slowakije. Na een kort verblijf in Tsjechië bij Sigma Olomouc ging hij in januari 2014 voor VV Gemert spelen waar hij vanwege blessures in 2015 zijn spelersloopbaan besloot. Hij werd jeugdtrainer bij RKSV Mierlo-Hout en werd in oktober 2016 assistent-trainer bij UDI '19. In augustus 2017 werd Wijlaars jeugdtrainer bij FC Den Bosch.

## Carrière
| Seizoen | Club          | Wedstrijden | Doelpunten | Competitie              |
| ------- | ------------- | ----------- | ---------- | ----------------------- |
| 2007/08 | FC Den Bosch  | 1           | 0          | Eerste divisie          |
| 2008/09 | FC Den Bosch  | 16          | 0          | Eerste divisie          |
| 2009/10 | FC Den Bosch  | 9           | 1          | Eerste divisie          |
| 2010/11 | FK Senica     | 17          | 0          | Corgoň Liga             |
| 2011/12 | FK Senica     | 22          | 3          | Corgoň Liga             |
| 2012/13 | FK Senica     | 30          | 1          | Corgoň Liga             |
| 2013/14 | FK Senica     | 0           | 0          | Corgoň Liga             |
|         | Sigma Olomouc | 6           | 0          | 1. česká fotbalová liga |
|         | VV Gemert     |             |            | Zondag Hoofdklasse B    |
| 2014/15 | VV Gemert     |             |            | Zondag Hoofdklasse B    |
| Totaal  |               | 101         | 5          |                         |

Bijgewerkt tot 7 februari 2017